# پن لیرد (ویرجینیا)
پن لیرد (به انگلیسی: Penn Laird) یک منطقهٔ مسکونی در ایالات متحده آمریکا است که در شهرستان راکینگهام، ویرجینیا واقع شده‌است. پن لیرد ۳۶۶٫۹۸ متر بالاتر از سطح دریا واقع شده‌است.